# Villa di Tirano
Villa di Tirano – miejscowość i gmina we Włoszech, w regionie Lombardia, w prowincji Sondrio.
Według danych na rok 2004 gminę zamieszkiwało 2966 osób, 123,6 os./km².